# حماد الأنصاري
حماد بن محمد الأنصاري الخزرجي السعدي، (1343- 1418 هـ / 1925- 1998 م) يرجع نسبه إلى الصحابي سعد بن عبادة، عالم مسلم، ولد ببلدة يقال لها تادمكة في مالي بإفريقيا.

## نشأته
نشأ عند عمه الملقب بالبحر لسعة علمه ودقة فهمه، حيث حفظ القرآن مبكراً وعمره ثمان سنوات، وعلوم الآلة، وكذلك الحديث، والكثير من المتون والمنظومات قبل سن الرشد، فقد كان يحفظ الملحة للحريري والكافية والألفية لابن مالك، وألفية السيوطي، وجمع الجوامع لتاج الدين السبكي، والمعلقات السبع وقصائد العرب وغيرها.
خرج من بلده، مهاجراً بسبب الإستعمار الفرنسي.
خرج من بلده مع بعض اصدقائه مهاجراً بسبب الإستعمار الفرنسي الغاشم، وكان قد مضى من عمره 21 سنة، وتوجه إلى بلاد الحرمين الشريفين، فلما وصل إلى الحرم المكي، التحق بحلقات العلم وما اكثرها آنذاك  

## شيوخه
- الشيخ حامد الفقي.
- الشيخ محمد حمزة.
- الشيخ المحدث الجهبذ يحيى المعلمي اليماني.
- الشيخ عبد الله المشاط.
- الشيخ محمد أمين الحلبي.
- الشيخ تقي الدين الهلالي.

ثم انتقل إلى المدينة المنورة، والتحق بدار العلوم، ودَرَسَ على عدد من العلماء فيها، منهم: محمد الحافظ، وعمر بري، وعبده خديع، وغيرهم.

## تدريسه
أذن له عبد الله بن حسن آل الشيخ بالتدريس في حلقات الحرم المكي.
ثم رجع إلى مكة، وفي موسم الحج، حصل لقاء مع عبد اللطيف بن إبراهيم بن عبد اللطيف آل الشيخ ومحمد بن إبراهيم آل الشيخ، فأشارا عليه بالذهاب إلى الرياض، فذهب، وأصبح يُدَرِّس في كلية الشريعة، ثم انتقل إلى معهد إمام الدعوة العلمي، ثم عاد إلى الكلية، ثم نُقل إلى الجامعة الإسلامية بالمدينة المنورة. 
- تولى التدريس في المدرسة الصولتية بمكة سنة 1371، واستمر بها مدرسا في الابتدائية والثانوية والعالي إلى نهاية 1374.[2]
- تم اختياره للعمل في المعهد العلمي بالرياض التابع لإدارة المعاهد العلمية والكليات، في شعبان من سنة 1374 .[2]
- انتقل سنة 1375 للتدريس بمعهد إمام الدعوة، ودرس بجميع مراحله إلى نهاية 1384 هـ حيث نقل إلى التدريس في الجامعة الإسلامية، وباشر التدريس سنة 1385 هـ، وفي الجامعة الإسلامية تنقل بين مختلف الكليات فدرس بكلية الشريعة، والدعوة واللغة، والقرآن، والحديث.[2]
- تولى التدريس في الدراسات العليا سنة 1396 برتبة أستاذ مشارك، في قسمي السنة والعقيدة، وترأس قسم العقيدة 3 سنوات، ثم عين رئيسا لقسم السنة إلى سنة 1405 هـ. [2]
- وفي سنة 1409 عين برتبة أستاذ، ثم أُحيل على التقاعد.[2]

اشتهر بحبه للعلم وطلابه، حيث كان يقضي غالب وقته في المذاكرة معهم، وكان مقصد الكثير العلماء وطلاب العلم في بيته العامر بالمدينة المنورة، حيث يجدون عنده بغيتهم، وكانت مكتبته مشهورة لدى طلاب العلم باحتوائها على المراجع والمصنفات في شتى فنون الشريعة، وكان ييسر لهم ما يريدون من الكتب بتصويرها لهم، وكان يهتم بجمع المخطوطات خصوصاً في علم الحديث، وقد كان له الفضل بعد الله في طباعة الكثير من كتب الحديث وإخراجها لطلاب العلم، ويقدر عدد الكتب في مكتبته بأكثر من ثلاثة آلاف مجلد أغلبها في علم الحديث.

## تلاميذه
هذا وقد تتلمذ على يديه جمع غفير، منهم:
- عطية محمد سالم (قرأ عليه في النحو).
- عبد الله بن جبرين.
- مقبل بن هادي الوادعي
- بكر أبو زيد.
- عمر حسن فلاتة.
- ربيع بن هادي المدخلي.
- صالح العبود.
- صالح آل الشيخ.
- علي بن ناصر الفقيهي.
- صالح السحيمي.
- محمد بن ناصر العجمي من الكويت.
- عبد الرزاق البدر.

## أعماله
ترك إرثًا عظيمًا من المؤلفات في فنون مختلفة، منها:
1. الأجوبة الوفية عن أسئلة الألفية.
2. أبو الحسن الأشعري وعقيدته.
3. تحفة السائل عن صوم المرضع والحامل.
4. إتحاف ذوي الرسوخ بمن دلس من الشيوخ.
5. سبيل الرشد في تخريج أحاديث بداية ابن رشد.
6. شارك في جمع فتاوى شيخ الإسلام ابن تيمية مع ابن قاسم.[1]

## وفاته
توفي حماد الأنصاري في يوم الأربعاء 21 جُمادى الآخرة 1418هـ الموافق 22 أكتوبر 1997م، بعد مرض لازمه عدة أشهر، وصُلّيَ عليه في المسجد النبوي بعد صلاة العصر، وأمَّ المصلين عبد الباري الثبيتي، وشيَّعه جمع غفير من طلبة العلم والمشايخ.